# Holocausto (personaje)
Holocausto es un personaje ficticio del cómic X-Men de Marvel Comics, creado por Scott Lobdell y Roger Cruz. Apareció por primera vez en X-Men: Alpha # 1, en febrero de 1995, durante la Era de Apocalipsis como uno de los cuatro jinetes de Apocalipsis, su padre.

## Biografía ficticia

### Era de Apocalipsis
Holocausto, hijo de Apocalipsis, comenzó siendo llamado Némesis, y su primera misión fue destruir la Mansión X de los recién formados X-Men en la realidad de la Era de Apocalipsis (dicho grupo no estaba liderado por Charles Xavier, quien ya estaba muerto, sino por Magneto, que hizo suyo su sueño). Atacó el instituto en la montaña Wundagore durante la ausencia de la mayor parte de los X-Men al salir a su primera misión, cuando en el lugar sólo quedaban la Bruja Escarlata, Rogue y otros estudiantes jóvenes. Némesis mató a la Bruja Escarlata antes de que Rogue lo obligara a huir.
Durante la guerra relámpago de Apocalipsis contra Europa y Asia, Némesis se unió a Apocalipsis en Japón. El jinete masacró a miles de seres humanos en nombre de Apocalipsis y capturó a Fuego Solar, pero antes de que pudieran matarlo, Fuego Solar desató una explosión nuclear a nivel plasmático. Nemesis absorbió la explosión para salvarse a sí mismo y a Apocalipsis.
Némesis, ahora acusado de energías de Fuego Solar, se quedó en Japón. Un pequeño escuadrón de X-Men le atacó. El uso la energía de Fuego Solar para asesinar a Quicksilver, cuando Magneto, todavía enfurecido por la muerte de los estudiantes y su propia hija a manos de Nemesis, usó sus poderes para despojar la mayor parte de la carne de Némesis. Los X-Men se retiraron, muchos de ellos heridos, y Némesis fue dado por muerto.
El cadáver quemado de Némesis fue restaurado por Apocalipsis. Nemesis despertó en los laboratorios de la Bestia Oscura, y su esencia espiritual fue equipada con un casi indestructible cristalino exo-esqueleto. Este fue el nacimiento del Holocausto, que se convirtió en Jinete de Apocalipsis.
Cuando fue destruido el estado de California, Holocausto se molestó al ver que su perro de caza, Sabretooth, se volvió en su contra.
Más tarde, con la esperanza de conseguir su venganza contra Magneto, Holocausto envió a su "perro", Wolverine para eliminar a Magneto. Sin embargo, Wolverine fallaría en su misión y también lo traicionó, uniéndose a los X-Men.
Holocausto sería uno de los pilares de Jinetes de Apocalipsis, sobre todo después de que Mr. Siniestro desertara.
Holocausto más tarde sería enviado a Chicago para iniciar una matanza selectiva de los humanos que vivían allí. Allí combatió a los X-Men, que enviaría un equipo para detenerlo. Holocausto combatió salvajemente a Sabretooth, pero antes de ser derrotado, Holocausto se teletransportó a la fortaleza de Apocalipsis, justo a tiempo, pero no antes de decirle a Rogue que Apocalipsis había capturado su esposo Magneto.
Durante la batalla final de la Era de Apocalipsis, Holocausto intentó matar a Magneto, pero se detuvo cuando Nate Grey intervino. Holocausto luchó contra Nate Grey, en una lucha que terminó con Holocausto apuñalado con un fragmento del Cristal M'Kraan. Esto causó un resultado inesperado ya que ambos desaparecieron sin dejar rastro.

### Tierra 616
Al utilizar el fragmento del Cristal M'Kraan como una daga que se hundió en el pecho del Holocausto, Nate transportó, de alguna manera, a ambos al presente del Universo Marvel normal. Holocausto se materializó en la órbita de la Tierra, su traje de contención destrozado, y su cuerpo encerrado en un bloque de hielo. Fue encontrado por los Acólitos, y Exodus, ordenó llevarlo a bordo de Avalon. En el interior de Avalon, Holocausto fue capaz de drenar la energía vital de unos pocos Acólitos de recuperar parte de su fuerza. Escapó de su cámara de contención y comenzó a luchar contra Exodus, a quien recuerda como un X-Man de su línea de tiempo. Su batalla destruyó la estación, y se estrelló contra la Tierra, donde Holocausto drenó más vidas humanas para impedir que su esencia se disipe.
Holocausto fue finalmente encontrado por Sebastian Shaw. Shaw y Holocausto formaron una alianza efímera e inquieta. Holocausto luego ayudó a Shaw a capturar y lavar el cerebro de Fuerza-X, pero después de que su plan fracasó, su asociación fue disuelta.
Holocausto luego encontró al ser psionico Onslaught y abrazó al ser como una oportunidad de volver a Nate Grey. Holocausto se convirtió en un agente de Onslaught. Su primera asignación fue atacar a Nate Grey. Holocausto fue derrotado y se vio obligado a retirarse.
Cuando Onslaught finalmente lanzó su asalto masivo sobre Manhattan, Holocausto se enviaría a causar caos en las calles. Él entraría en conflicto con los Vengadores.
Durante el incidente, él, Bestia Oscura, Sugar Man y Nate, todos los refugiados de la Era de Apocalipsis, fueron capturados por los Shi'ar. Luego se enteró de que su traje de contención nuevo, tiene una capacidad de cambiar de forma, que se puede utilizar si absorbe sufieciente bioenergía. Nemesis usó esta habilidad para aparecer como Nate Grey, matando a más y más hasta que finalmente los dos adversarios se enfrentaron. Nemesis fue derrotado.

### Exiles
De repente, Holocausto se convirtió en un ser atrapado en el tiempo, y regresó a su realidad de nacimiento, donde se unió a los Exiles. Enojado por la interferencia del Timebroker, y tras enterarse de que Apocalipsis había muerto, Holocausto decidió reclamar el trono. Par ello, tomó el control del Cristal M'Kraan, con el cual atacó al Timebroker. Por desgracia para él, fue combatido, y finalmente destruido por Hyperion.

## Otras versiones

### Tierra 616
El Holocausto de la Tierra-616, finalmente ha hecho acto de presencia en la realidad como "Génesis" (no confundir con Tyler Dayspring), también conocido como William Rolfson, el hijo de Apocalipsis y Autumn Rolfson, la original Hambruna. Temerosa de que Apocalipsis viera al niño como una amenaza para sí mismo y que lo matara, Autumn mantuvo su existencia oculta al parecer con la ayuda del Clan Akkaba y Bestia Oscura.

## En otros medios

### Televisión
- Holocausto tiene un cameo en el episodio El valor de un hombre de la serie animada X-Men (1992-1997).

### Videojuegos
- Holocausto también aparece en el videojuego X-Men Legends II: Rise of Apocalypse (2005).